# لبنى العليان
لبنى بنت سليمان العليان، سيدة أعمال سعودية، وهي أول إمرأة سعودية يتم انتخابها كعضو مجلس إدارة في البنك السعودي الهولندي، وتكون منتدبة عن شركة العليان المالية التي تشغل فيها منصب الرئيسة التنفيذية. تشغل منصب رئيس مجلس إدارة البنك السعودي البريطاني «ساب» منذ يونيو 2019م.

## نشأتها
ولدت في الخُبر، بالمنطقة الشرقية، وهي أصغر أبناء الشيخ سليمان العليان، والذي هو بدوره مؤسس مجموعة العليان. تشغل لبنى العليان منصب الرئيس التنفيذي لمجموعة العليان المالية. كما عملت أيضاً في بنك مورغان غوارنت بمدينة نيويورك من العام 1979م إلى العام 1981م، ثم عادت إلى المملكة العربية السعودية لتعمل مع شركة العليان مرة أخرى. حصلت على شهادة بكالوريوس في علم الزراعة من جامعة كورنيل في الولايات المتحدة وماجستير من جامعة آنديانا في إدارة الأعمال.

## أعمالها
تعمل العليان في مجموعة العليان في المملكة العربية السعودية ومنطقة الشرق الأوسط المساهم في أكثر من 40 شركة عملاقة، منها وكالة كارفور، وهي عضو في مجلس إدارة البنك السعودي الهولندي المرأة الأولى التي تعيّن ضمن مجلس إدارة شركة سعودية. بالإضافة إلى ذلك، السيدة لبنى عضوٌ في مجلس إدارة الشركة العملاقة في مجال التسويق (WPP) وعضو في مجلس أمناء مؤسسة الفكر العربي، كما تساهم بعدة مبادرات لإصلاح الشرق الأوسط خصوصاً في مجلس الأعمال التجارية العربي التابع للهيئة الاقتصادية العالمية. وذلك في مجال الأعمال، التجارة والمال.

## جوائز وتكريمات
اختارت مجلة «أرابيان بيزنس الاقتصادية» لبنى العليان ثاني أقوى شخصية نسائية عام 2011م ضمن قائمة أقوى 100 سيدة عربية. كما حصلت في عام 2012م على الوسام الملكي السويدي للنجم القطبي من الطبقة الأولى. وهي أول امرأة سعودية تنال هذا الوسام، تكريماً لجهودها في تعزيز العلاقات بين بلادها والسويد كما قادت بعض من الشركات السويدية في السعودية كشركة أطلس، وكوبكو وسكانيا اختيرت ضمن قائمة مجلة تايم لأقوى 100 شخصية مؤثرة في العالم في سنة 2005م.

## حياتها الشخصية
تزوجت لبنى من المحامي الأمريكي الدولي جون شيفوس، وأنجبت منه ثلاث بنات. وتقيم لبنى وأسرتها في مدينة الرياض.